# 311
Cette page concerne l'année 311  du calendrier julien. Pour l'année 311 av. J.-C., voir 311 av. J.-C. Pour le nombre 311, voir 311 (nombre). Pour les articles homonymes, voir 311 (homonymie).
L'année 311 est une année commune qui commence un lundi.

## Événements
- 30 avril : peu avant sa mort, l'empereur Galère promulgue un édit à Serdica (Sofia) accordant la tolérance sur le christianisme[1].
- 5 mai : mort de Galère[1]. Licinius lui succède comme Auguste à l'Est de l'Empire et confirme l'édit de tolérance. Sans toutefois publier l'édit, Maximin Daïa donne l'ordre à son préfet du prétoire Sabinus d'arrêter la persécution dans son domaine, de relâcher les prisonniers et de ne pas empêcher le culte chrétien dans la sphère privée[2].
  - Maximin Daïa avance vers le Bosphore pour défier Licinius ; les deux hommes parviennent à un accord et se partagent l'Est de l'Empire[2].
  - Les Francs envahissent la Gaule. Constantin réussit à les chasser après une victoire près d'Augustodunum[2].
- 2 juillet : élection de l'évêque de Rome Miltiade ou Melchiade (mort le 11 janvier 314[3]). Il recouvre les biens de l’Église confisqués en 303.
- 7 juillet[4] : le chef Xiongnu Liu Cong (en) (310-318), fils de Liu Yuan (en) s’empare de Luoyang. L’empereur de Chine Huai est fait prisonnier. Le prince impérial est massacré avec 30 000 habitants. Le palais est incendié, les tombes royales violées. Un prince Jin, Min, est proclamé empereur dans les ruines de Chang'an[5].
- Octobre/novembre : Maximin Daïa recommence à persécuter les chrétiens[2].
- Ossius de Cordoue devient conseiller religieux de Constantin Ier (311-325)[1].
- Mort de Mensurius, évêque de Carthage. L'élection de Caecilianus (Cécilien), consacré par l'évêque contesté comme traditor Felix d'Abthugni provoque l'élection de Majorinus (mort en 315) par les opposants et le début du schisme donatiste dans l'Église d'Afrique[6].

## Naissances en 311
- Wulfila, évêque et missionnaire.

## Décès en 311
- 5 mai : Galère, empereur romain, à Serdica[1].
- 24 novembre : Pierre, évêque d'Alexandrie et Père de l'Église, martyr[2].
- 3 décembre : Dioclétien, empereur romain.
- Sylvain, évêque de Gaza, martyr.